# Гонфрвил Кајо
Гонфрвил Кајо (фр. Gonfreville-Caillot) насеље је и општина у северној Француској у региону Горња Нормандија, у департману Приморска Сена која припада префектури Авр.
По подацима из 2011. године у општини је живело 334 становника, а густина насељености је износила 79,15 становника/km². Општина се простире на површини од 4,22 km². Налази се на средњој надморској висини од 129 метара (максималној 134 m, а минималној 112 m).

## Демографија
| 1962. | 1968. | 1975. | 1982. | 1990. | 1999. | 2011. |
| ----- | ----- | ----- | ----- | ----- | ----- | ----- |
| 132   | 157   | 124   | 215   | 251   | 262   | 334   |

График промене броја становника у току последњих година